# Cystoviridae

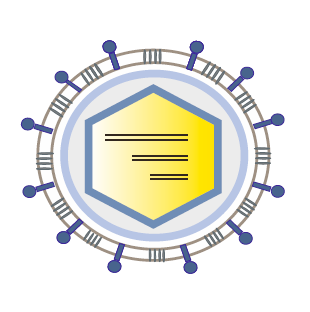

Cystoviridae és una família de virus d'ARN bicatenari que infecten certs bacteris gramnegatius.
Tots els cystovirus tenen en total 14 kb de longitud i una capa externa de lípids i proteïnes. Molts cystovirus infecten espècies de Pseudomonas. L'espècie tipus és Pseudomonas phage Φ6, però n'hi ha altres com Φ7, Φ8, Φ9, Φ10, Φ11, Φ12 i Φ13 identificats, també s'han aïllat altres cystovirus.